# Giulia Bogliolo Bruna
Giulia Bogliolo Bruna, née le 20 juin 1952 à Alassio, dans la province de Savone, en Ligurie est une historienne et écrivaine italienne.

## Biographie
Docteur ès lettres (Université de Gênes), Giulia Bogliolo Bruna est ethno-historienne spécialiste de l'imaginaire nordique et des premiers contacts entre inuit et Européens.
Ancienne correspondante en France de Columbus ’92, revue officielle du Cinquième Centenaire de la Découverte, et de Il Polo, Giulia Bogliolo Bruna est membre du Centre d’études arctiques, (EHESS, Paris), fondé et dirigé par le Prof. Jean Malaurie,. Elle a longtemps coopéré avec le Centro Studi Americanistici Circolo Amerindiano de Pérouse.
Giulia Bogliolo Bruna a été pendant plusieurs décennies membre du Comité scientifique du Congrès international des américanistes de Pérouse et a assure depuis près de quinze ans la présidence de séance de plusieurs sessions ayant trait à l’histoire et la culture amérindiennes, à la littérature des Amériques, à la problématique des métissages, à l’image des peuples amérindiens.
Elle siège au Comité de Rédaction d’Internord, Revue internationale d'études arctiques (CNRS Éditions). Elle a été membre du Comité de rédaction de Thule, revue italienne d'études amérindiennes.
Elle a été nommée Ambassadrice pour les Pays Francophones de la Candidature de la Ville de Pérouse à Capitale Européenne de la Culture en 2019 (Candidature "Perugia2019, con i luoghi di Francesco d'Assisi e l'Umbria"). Dans ce cadre, elle préside le Comité des Amis de Pérouse2019, composé de personnalités du monde de culture, des arts et des sciences.
Historienne de l'image, Giulia Bogliolo Bruna a notamment participé aux « Journées internationales organisées par l'Institut Charles de Gaulle tenues à l’Unesco en hommage au Général de Gaulle » en novembre 1990 et à « De Gaulle enseigné dans le monde », une table ronde organisée au Sénat par la Fondation Charles de Gaulle le 22 mai 1995.
Elle a participé entre autres au Congrès international « Problèmes arctiques : environnement, sociétés et patrimoine » du 8 au 10 mars 2007, au Muséum national d'histoire naturelle, placé sous la présidence d'honneur du Prof. Jean Malaurie, congrès qui a inauguré l'Année polaire internationale en France,.
Elle a contribué à l'exposition "Chamanes. Dialogues avec l'invisible", organisée par le Musée des Explorations du Monde de Cannes (juin -novembre 2023), sous l'égide de M. François Pannier (commissaire scientifique) et M. Christophe Roustan Delatour (commissaire général et directeur adjoint des Musées de Cannes).
Giulia Bogliolo Bruna est sociétaire de la Société de géographie de Paris, de la Société Italienne de Géographie, du Centro Italiano di Studi Storico-Geografici (CISGE) et de la Société des Gens de Lettres.

## Sujets de ses recherches
Spécialiste des voyages à la Renaissance, des premières rencontres entre Inuit, Indiens et Européens aux XVIe - XIXe siècles et du merveilleux nordique,,,,,,,, elle s'attache, en historienne de l’imaginaire, à appréhender le processus dynamique de construction de l'image des Inuits des Premières Rencontres jusqu’aux années 1960,,,,,.
Giulia Bogliolo Bruna a consacré ses recherches récentes à l'art et à la pensée chamanique inuit. Elle a ainsi décrypté les valences chamaniques des miniatures inuit,,,.
De surcroît, Giulia Bogliolo Bruna a analysé, sous un prisme anthropologique, le processus d'objectivation des tupilaits, d'agents chamaniques à objets-souvenir,.
Collaborant au sein du Centre d'Études Arctiques pendant plusieurs décennies, elle a dédié une partie de ses travaux à l''étude de l'œuvre et de la pensée humaniste Jean Malaurie,,,,,,
Auteur de plusieurs ouvrages (voir infra), elle a publié plus d’une centaine d’articles scientifiques dans de prestigieuses revues internationales.

## Conférences publiques de vulgarisation scientifique
Dans une perspective de vulgarisation de ses recherches scientifiques et de sensibilisation, elle donne régulièrement des conférences dans le milieu muséal :
- Dans le cadre du cycle de conférences "Au carrefour des cultures. Dialogues des consciences et des intelligences", conférence intitulée « Epiphanies du chamanisme inuit : chants, amulettes et objets-mémoire »[18], coorganisée par Fondation culturelle Musée Barbier Muller, l’ARCH et la Chaire IPAG « Entreprise inclusive », 22 avril 2024. Replay vidéo
- Dans le cadre de la préparation de l'exposition "Chamanes. Dialogues avec l'invisible", communication intitulée "Quand le chamanisme inuit se fait objet", présentée à la journée d'études "Aux origines des chamanismes", Musée du Quai-Branly - Jacques Chirac, organisée par la Société des Études Euro-Asiatiques (SEEA), l’Association pour le Rayonnement des Cultures Himalayennes (ARCH), et the International Society for Academic Research on Shamanism (ISARS), le 6 décembre 2022.
- Communication de Giulia Bogliolo Bruna sur le chamanisme inuit, Aux origines des chamanismes, Musée du Quai Branly-Jacques Chirac, Paris, 6 décembre 2022 ;
- La Saga des Inuits : avec Jean Malaurie, Muséum de Toulouse, 4 juin 2009 ;
- Journée Nanook, l’Esquimau dans le cadre de l’exposition  "Mythiques Amériques", Musée de l’image Épinal, Mairie Épinal, UNICEF, novembre 2008 ;
- Mondialisation : et les Inuits dans tout ça ?, dans le cadre de l'Odyssée Blanche, Relais d'Sciences - Basse Normandie, le Café des images, février 2008 ;
- Pôle nord ! Conquêtes et interrogations, dans le cadre de l'Odyssée Blanche, Relais d'Sciences - Basse Normandie, le Café des images, janvier 2008.
- Dans le cadre de l'exposition Le chant du froid qui se déroule du 16 janvier au 7 mars 2010 au Palais des Arts et du Festival de Dinard, Giulia Bogliolo Bruna a donné, devant un public attentif, le dimanche 17 janvier 2010 à 15 heures la conférence inaugurale sur le thème : De la pierre à l’homme, de l’homme au cosmos : l’humanisme écologique de Jean Malaurie au service de la cause inuit

## Autres activités culturelles
De plus, elle préside « Poesia-2 Ottobre » de Paris qui organise annuellement la Journée Mondiale de la Poésie, manifestation culturelle à vocation humaniste placée sous le Haut Patronage de M. le Président de la République italienne et de la Mairie de Paris 14e.

## Ouvrages
Giulia Bogliolo Bruna est notamment l'auteur de :
- Herman Melville, "Profili di donne", opera a cura di Alberto Lehmann e Giulia Bogliolo Bruna, Maser (TV), Edizioni Amadeus, 1986.
- André Thevet (traduction, notes, introduction), Le singolarità della Francia Antartica, préface de Frank Lestringant, Reggio Emilia, Diabasis, 1997.
- Alla ricerca della quadratura del Circolo Polare : testimonianze e studi in onore di Jean Malaurie, “Il POLO”, nos 25-26, 1999 (a cura di).
- Duc des Abruzzes, Expédition de l’Étoile polaire dans la Mer Arctique 1899-1900, Paris, coll. Polaires, Économica, 2004 (Préface).
- Au nom de la liberté, Actes de la XVIe Journée Mondiale de la Poésie, Association "Poesia-2 Ottobre" - Mairie du 14e Arrdt. de Paris chez Yvelinédition, 2005, (sous la direction).
- Thule, Rivista italiana di Studi Americanistici no 16-17 Regards croisés sur l’objet ethnographique : autour des arts premiers, 2006 (sous la direction de).
- Amarcord, je me souviens, Actes de la XVIIe Journée Mondiale de la Poésie, Association "Poesia-2 Ottobre" de Paris- Centre d'Information et d'Études sur les Migrations Internationales chez Yvelinédition, Montigny-le-Bretonneux, 2006, (sous la direction de).
- Apparences trompeuses Sananguaq. Au cœur de la pensée inuit (préface Jean Malaurie, post-face Romolo Santoni), Latitude humaine, Yvelinédition, 2007.
- Femme, l’autre moitié du ciel, Actes de la XVIIIe Journée mondiale de la poésie, préface de Danièle Pourtaud, Éditions d'en Face, Paris, 2007, (sous la direction de).
- Jean Malaurie, une énergie créatrice, collection Lire et Comprendre, Editions Armand Colin, Paris, octobre 2012.
- Les objets messagers de la pensée inuit, collection Ethiques de la création, préface de Jean Malaurie, postface de Sylvie Dallet, Editions L'Harmattan / Institut Charles Cros, septembre 2015.
- Equilibri Artici. L'umanesimo ecologico di Jean Malaurie, prefazione di Anna Casella Paltrinieri, postfazione di Luisa Faldini, Roma, Edizioni CISU, collana "Ethno-grafie americane", settembre 2016.
- Terra Madre. In omaggio all'immaginario della nazione inuit, di Jean Malaurie, traduzione e prefazione di Giulia Bogliolo Bruna, Milano, EDUCatt, 2017.

## Parmi ses articles
Parmi ses nombreux articles :
- Louons maintenant les grands hommes: Jean Malaurie. Geostorie. Bollettino e Notiziario del Centro Italiano per gli Studi Storico-Geografici, 32(1), 27-36.
- Une sauvage si sauvage: une esquimaude qui n’en était pas une…. Geostorie. Bollettino e Notiziario del Centro Italiano per gli Studi Storico-Geografici, 29(2), 2021, pp. 77-105.
- La vox Eskimaux dans l’Encyclopédie de Diderot et d’Alembert: archéologie d’une dissonance cognitive. Libri, atti e raccolte di saggi, 2021, pp. 175-194.
- Mysterium fascinans et tremendum': la conturbante e vorace tupinambá nelle singolarità della Francia antartica'del cosmografo André Thevet. Visioni LatinoAmericane, 18(2018), Supplemento al Numero 18. Brasile-Italia: andata e ritorno. Storia, cultura, società. Confronti interdisciplinari", Trieste, EUT Edizioni Università di Trieste, 2018, pp. 292-313
- "Pygmées boréaux, Tartares, Juifs errants : l’image stéréotypée des Esquimaux de la Renaissance à l’Âge des Lumières", Note d'experte auprès du Cercle de la LICRA (think tank présidé par Maître M. Benayoun), octobre 2018.
- "Disclosing an Unknown Source of the Eskimo Entry of Diderot & d’Alembert’s Encyclopédie". Journal of Literature and Art Studies, 9(11), 2019, pp.1139-1148.
- « Les “Esquimaux des Lumières”: archéologie d’un regard entravé », revue ANUAC,Vol.3, no 1, 2014, pp.1-19.
- « Des races monstrueuses aux peuples maudits, des préadamites aux Homines religiosi: l’image des Esquimaux dans la littérature de voyage (XVIe siècle-première moitié du XVIIIE siècle) », Internord, Revue Internationale d’Etudes Arctiques, no 21, Editions du Centre National de la Recherche Scientifique (C.N.R.S), 2011, pp. 167–188.
- « L’œuvre internationale du Centre d’Etudes Arctique », Internord, Revue Internationale d’Etudes Arctiques, no 21, Editions du Centre National de la Recherche Scientifique (C.N.R.S.), 2011, pp. 315–320.
- « L’immagine dell’Altro... », in Geostorie, Anno 18 - n.1-2 - gennaio -agosto 2010, pp. 193– 204.
- « Intervista a Jeorge Estevez, Taino. A lui non piace il sapote verde » in Sfumature di rosso. In Territorio Indiano con i Primi Americani a cura di Naila Clerici, Moncalieri, SOCONAS INCOMINDIOS, 2011, pp. 59–64.
- « Intermondes: jeu d’identités et réappropriation des racines. Un Inuit de la toundra à la guerre de Corée. », Actes du XXXIIe Congrès International des Américanistes, Pérouse, à paraître en 2011.
- « Rêver l’Arctique et l’enseigner : les ambigüités de la planche Rossignol« Climat Froid » à l’heure de la décolonisation », in Actes du XXXIe Congrès International des Américanistes, Pérouse, 2010.
- "Intermondi. Il richiamo del Sacro", in GEOSTORIE, Bollettino e Notiziario del CentroItaliano per gli Studi Storico-Geografici, gennaio-aprile 2009, p. 119-123.
- "“Préadamites, Juifs errants, Tartares? Des "origines" des Esquimaux d´après les sources documentaires et littéraires des XVIe, XVIIe, XVIIIe siècles", Actes du XXXe Congrès International des Américanistes, Pérouse, 2008,  (ISBN 978-88-903490-3-4), p. 987-996.
- "De la merveille à la curiosité. La perception du “Théâtre due la Nature Universelle" chez les voyageurs, marchands et savants de la Renaissance", « Naturalia, mirabilia & monstruosa en el mundo iberico, siglos XVI-XIX » : VI Coloquio International Mediadores Culturales, Lovania y Amberes, 2007, p. 1-29.
- "Explorer les cartes, les textes et les images : en quête de pygmées arctiques et d’homme-poissons. Prolégomènes à la première rencontre", in Séminaire de Jean Malaurie (sous la direction de Jean Malaurie, Dominique Sewane (coord.), De la vérité in ethnologie, Paris, Economica, Collection Polaires, 2002, p. 79-96 ;
- "Mestizaje de técnicas practicas y conocimientos en los inuit del Grand Norte de Canada y Groenlandia (siglos XVI-XIX)", Eduardo França Paiva, Carla Maria Junho Anastasia organizadores, O Trabalho mestiço. Maneiras de Pensar e Formas de Viver Séculos XVI a XIX, São Paulo, Annablume, PPGH/UFMG, 2002 ;
- "Pigmei, Ciclopi ed Antropofagi del Grande Nord: le ambiguità di uno sguardo preformato (sec.XVI-XVIII)", Atti del XXIV Convegno internazionale di Americanistica, Perugia 10, 11, 12 maggio 2002/ São Paulo, Brasile 6, 7, 8 agosto 2002, Centro Studi Americanistici Circolo Amerindiano / ARGO, p. 79-86 ;
- " Du mythe à la réalité: l’image des Esquimaux dans la littérature de voyage (XVIe - XVIIIe siècles)", in Commission of History of International Relations, Oslo 2000 Commémorative Volume, Papers for the 19th International Congress of Historical Sciences, Oslo, 2000 ;
- "Quando l’anernira si fa canto e memoria…", in Rivista di Studi Canadesi Canadian Studies Rewiew Suppl. n. 13 Anno 2000, p. 16-27 ;
- "Passer les frontières: les Inuit du Labrador (fin du XVIe - première moitié du XVIIIe)", in Rui Manuel Loureiro et Serge Gruzinski, Passar as fronteiras, II Colóquio International sobre Mediadores Culturais, Séculos XV a XVIII, Lagos, 1999, p. 81-110 ;
- "Paese degli Iperborei, Ultima Thule, Paradiso Terrestre. Lo spazio boreale come altrove transgeografico ed escatologico dall’Antichità a Mercatore" in Columbeis VI, Genova, D.AR.FI.CL.ET., 1997 (sous la direction de Stefano Pittaluga) p. 161-178 ;
- "Dalla descrizione testuale all’immagine grafica: l’inquietante tupinambá, la bella “floridienne” e la morigerata eschimese: l’alterità al femminile, ovvero lo “choc” esotico, sensuale e simbolico della Scoperta nella letteratura odeporica del XVI secolo" in: Atti del XXVI Congresso Geografico Italieno, (Genova, 4-9 mai 1992), Ed. Claudio Cerreti, Roma, Istituto dell’Enciclopedia Italiana Giovanni Treccani, 1996, p. 767-777 ;
- "De Gaulle dans les manuels italiens de la Scuola Media Inferiore"  p. 9-33 in De Gaulle enseigné dans le monde, Table ronde organisée au Sénat par la Fondation Charles de Gaulle le 22 mai 1995, Paris, Cahier de la Fondation Charles de Gaulle, no 2, 1995 ;
- "I resoconti dell’Accademia delle Scienze di Parigi sull’attività geocartografica di Agostino Codazzi in Venezuela Cinquecento in Miscellanea di Storia delle Esplorazioni XX", Genova, Bozzi, 1995, p. 235-236 ;
- "Singularitez, testimonianza etnografica, allegoria : l’immagine degli Eschimesi nell’iconografia del Rinascimento in Atti Convegno Messina 14-15 ottobre 1993 Esplorazioni geografiche e immagine del mondo nei secoli XV et XVI", - a cura di Simonetta Ballo Alagna-, p. 255-267 ;
- "La cultura materiale degli Eschimesi del Labrador in alcune fonti documentarie della Nouvelle France (1650-1750)" in IL POLO, vol. 1 marzo 1994, p. 19-28 ;
- "Visbooc : pesci, mostri marini e « Savages of the northe ». una testimonianza sugli Eschimesi in Europa nella seconda metà del Cinquecento"   in Miscellanea di Storia delle Esplorazioni XIX, Genova, Bozzi, 1994, p. 55-66 ;
- "Singularitez, testimonianza etnografica, allegoria : l’immagine degli Eschimesi nell’iconografia del Rinascimento" in Atti Convegno Messina 14-15 ottobre 1993 Esplorazioni geografiche e immagine del mondo nei secoli XV et XVI, - a cura di Simonetta Ballo Alagna- p. 255-267 ;
- "Journal de Louis Jolliet allant à la descouverte de Labrador, païs des Esquimaux », 1694. La prima fonte etnostorica sugli Inuit del Labrador" in Atti del V Convegno internazionale di studi dell’Associazione per il Medioevo e l’Umanesimo Latini, Relazioni di viaggio e conoscenza del mondo fra Medioevo e Umanesimo, Genova, 12-15 dicembre 1991 a cura di Stefano Pittaluga, Genova, Dipartimento di Archeologia, Filologia Classica, 1993 p. 591-615 ;
- "Premiers regards des Occidentaux sur les Inuit au XVIe siècle" in DESTINS CROISES Cinq siècles de rencontres avec les Amérindiens, Paris, UNESCO Bibliothèque Albin Michel, 1992, p. 393-410 ;
- Colonizzazione ed etnocidio nella “Description géographique” di Nicolas Denys in Columbeis IV, Gênes, D.AR.FI.CL.ET., 1990, p. 375-390 ;
- "La place du général de Gaulle dans les livres scolaires italiens" in De Gaulle en son siècle, tome 1, Dans la mémoire des hommes et des hommes et des peuples, Actes des Journées internationales tenues à l’UNESCO, Paris, 19-24 novembre 1990, Paris, Institut Charles de Gaulle-Plon- La Documentation française, 1990, p. 369-382 ;
- Amazzoni o cannibali, vergini o madri, sante o prostitute... in Columbeis III, Genova, D.AR.FI.CL.ET., 1988, p. 215-264 ;
- Dalla realtà al mito: “Les Nouveaux Voyages aux Indes Occidentales” di M. Jean-Bernard Bossu in Miscellanea di Storia delle Esplorazioni XIII, Genova, Bozzi, 1988, p. 165-192 ;
- Tracce di conoscenze cartografiche presso alcune tribù indiane del Nordamerica nella prima metà del sec. XVIII in Miscellanea di Storia delle Esplorazioni XIII, Genova, Bozzi, 1988, p. 149- 164 ;
- Amazzoni o cannibali, vergini o madri, sante o prostitute... in Columbeis III, Genova, D.AR.FI.CL.ET., 1988, p. 215-264 ;
- Dalla realtà al mito: “Les Nouveaux Voyages aux Indes Occidentales” di M. Jean-Bernard Bossu in Miscellanea di Storia delle Esplorazioni XIII, Genova, Bozzi, 1988 pp. 165–192 ;
- Tracce di conoscenze cartografiche presso alcune tribù indiane del Nordamerica nella prima metà del sec. XVIII in Miscellanea di Storia delle Esplorazioni XIII, Genova, Bozzi, 1988, p. 149- 164 ;
- Uno sguardo protoetnografico sull’amerindio: “Les Nouveaux Voyages aux Indes Occidentales” di M. Jean-Bernard Bossu, Miscellanea di Storia delle Esplorazioni XII, Genova, Bozzi, 1987, p. 93- 117 ;
- All’insegna del “soggettivo”: la poliedrica visione dell’omosessuale nella popolazioni “primitive” del Nuovo Mondo, come effetto di pregiudizio da parte di relatori e memorialisti in Miscellanea di Storia delle Esplorazioni XII, Genova, Bozzi, 1987, p. 73-92;
- La relazione sulla baia di Hudson di “Monsieur Jérémie” Miscellanea di Storia delle Esplorazioni XI, Genova, Bozzi, 1986, p. 39-70
- Una fonte inedita sulla tratta degli schiavi nel Madagascar precoloniale: le “Lettres Madagascaroises” di M. De Valgny in Miscellanea di Storia delle Esplorazioni X, Genova, Bozzi, 1985, p. 147-170 ;
- Il Madagascar in una lettera di M. De Barry all’Accademia reale delle Scienze di Parigi in Miscellanea di Storia delle Esplorazioni IX, Genova, Bozzi, 1978, p. 53-70 ;
- Alcune lettere dalla Cina dell’agostiniano Sigismondo Meynardi da San Nicola Miscellanea di Storia delle Esplorazioni III, Genova, Bozzi, 1978, p. 127-152 ;
- "Una fonte sconosciuta del Botero : l’Historia de la China di Juan Gonzalez de Mendoza" in Miscellanea di Storia delle Esplorazioni II, Genova, Bozzi, 1977, p. 48-78.